# Canifa plagiata
Canifa plagiata är en skalbaggsart som först beskrevs av Melsheimer 1846.  Canifa plagiata ingår i släktet Canifa och familjen ristbaggar. Inga underarter finns listade i Catalogue of Life.